# Isabelle Boéri-Bégard
Isabelle Boéri o Isabelle Boéri-Bégard (francès: Isabelle Boéri)  (París, 7 de juliol de 1960) és una tiradora d'esgrima francesa, ja retirada, especialista en floret, que va competir durant les dècades de 1970 i 1980.
El 1980 va prendre part en els Jocs Olímpics d'Estiu de Moscou, on va guanyar una medalla d'or en la prova del floret per equips del programa d'esgrima. El 1981 i 1983 es proclamà campiona de França de floret individual.